# Aventurile lui Garfield în lumea reală
Aventurile lui Garfield în lumea reală (cunoscut și ca Garfield 3D în unele țări) este un film CGI american din 2007 cu Garfield. Filmul a fost produs de Paws Inc. în colaborare cu Davis Entertainment și The Animation Picture Company și a fost distribuit de 20th Century Fox Home Entertainment. Scenariul a fost scris de creatorul lui Garfield, Jim Davis, care a început să lucreze la scenariu încă din toamna anului 1996. Acesta a fost primul film complet animat cu Garfield de la ultimul episod din Garfield și prietenii difuzat în 1995 și primul care a fost scris de Davis de atunci. Filmul a fost lansat în cinematografe pe 9 august 2007, iar DVD-ul a fost lansat în magazine pe 20 noiembrie 2007. Gregg Berger, un actor din seria originală, își reia rolul lui Odie, dar Garfield este acum exprimat de actorul vocal veteran Frank Welker, deoarece actorul original Lorenzo Music a murit în 2001 și Jon este exprimat de Wally Wingert, în timp ce Thom Huge sa retras în același an. Succesul filmului a condus la două sequeluri: Garfield's Fun Fest (2008) și Garfield's Force Pet (2009). În România, filmul a avut premiera pe 15 septembrie 2018 pe canalul Boomerang.